# Скальдична поезія
Скальдична поезія (Skaldekvad) — різновид поезії давньої Скандинавії. Поетичну творчість скандинавів та ісландців традиційно поділяють на два кардинально відмінні роди: на еддичну та скальдичну поезії. Тоді як еддична поезія вирізняється простотою форми та змістом епічного характеру і є близькою до фольклору, поезія скальдична володіє спеціально витонченою формою та часто доволі бідним змістом.
Скальдична традиція склалась вже до першої половини IX століття. Вона надзвичайно стійко зберігалася ще близько двохсот років після введення писемності в Ісландії, доволі повільно розпадаючись під впливом європейських писемних літератур.

## Скальд
Скальд — давньоскандинавський поет-співець. Скальди жили переважно при дворах та дружинах конунґів й творили в період між ІХ та XIV століттями. Головними жанрами їх поезії були: драпа (бойова пісня, яка прославляла звершення конунґа, його дружини та висловлювала героїчні ідеали), нід та окрема віса. За гарний твір скальд міг отримати цілий статок.
Пісні скальдів, які виконували самі поети без музичного супроводу, зберігалися протягом низки століть в усній традиції. Поезія скальдів має авторство: відомо приблизно 350 імен. Найвідоміші скальди: Браґі Боддасон (ІХ ст.), Еґіль Скатлаґрімссон (приб. 910 — приб. 990), Кормак Еґмундарсон (X ст.), Сноррі Стурлусон тощо.
Перші скальди були норвежцями. У Х ст. мистецтво скальдів зазнало широкого розповсюдження в Ісландії. Відтоді більшість скальдів при дворах знаті походили з Ісландії.
Скальд в нідерландському живописі — алегорія річки Шельди, яка протікає територією Бельгії, Франції та Нідерландів. Часто зустрічається разом з Антверпією (алегорією Антверпена).

## Специфіка
У скальдичних творах неможливо виявити жодних слідів художньої вигадки. Поезія для скальдів — це засіб констатації фактів, які викликають нехудожній інтерес та лежать поза сферою їхньої творчості. Скальди можуть лише повідомляти факти, безпосередніми свідками яких вони були. Вони не обирають зміст своїх поезій, а він визначається дійсністю. Поняття «художньої вигадки» ще не існувало, воно для людини ери вікінґів було б невідмінним від брехні. Тому функція скальдичної поезії була абсолютно відмінною від сучасного уявлення про літературну творчість.

## Питання походження
Існує декілька теорій походження скальдичної поезії: «кельтський вплив», традиція придворного церемоніалу (Ж. де Фріс), походження творів такого роду з пережитків архаїчної свідомості, яка надавала слову та словесній формі магічного значення (Е. Нюррен, А. Ольмаркс). Російський скандинавіст М. І. Стєблін-Камєнскій питання появи та розвитку скальдичної поезії як специфічної літературної форми відносив до проблеми авторства та «прикордонного» стану між літературою та фольклором. Найімовірніше, що скальдична поезія розвивалася з еддичної в результаті послідовного ускладнення останньої.

## Авторство
Скальдична поезія — перший етап переходу до усвідомленого авторства в поезії. Авторство ще не розповсюджується на зміст твору, але поки що лише на форму, це проміжна, прикордонна стадія між власне літературою та фольклором.
Всі зусилля скальда спрямовано на витончену розробку форми, яка була ніби як незалежною від змісту. Ця гіпертрофія форми є наслідком свого роду неповноцінного авторства. Скальди, щоправда, безсумнівно усвідомлюють себе авторами своїх творів. Де-факто, у скальдів уже наявне авторське право, хоча й доволі примітивне. Імовірно, у них вже існує й певне уявлення про плагіат. Але авторство поширюється в них лише на форму, а не на зміст.
М. І. Стєблін-Камєнскій відносить походження такого виду творчості, як скальдична поезія, саме до того факту, що, не маючи можливості та усвідомленого бажання змінювати зміст твору, автор змінює форму, максимально ускладнюючи її й демонструючи тим самим свою особисту майстерність.

## Форма
Як еддична, так й скальдична поетика належать до даньогерманської алітераційної поезії, тієї її форми, яка існувала в германців ще до нашої ери. Скальдична поезія повністю склалась вже в ту еру, до якої відносяться найдавніші пам'ятки — до першої половини IX століття. Алітерація в скальдичній поезії — суворо регламентована база поезії. Крім того, в скальдичній поезії регламентовано внутрішні рими, кількість складів у рядкові й рядків у строфі.
Сноррі Стурлусон у «Перелікові розмірів», поетичній частині «Молодшої Едди», наводить 102 віси, кожна з яких ілюструє новий розмір, розташування алітерацій та внутрішніх рим у строфі, кількість складів у рядкові тощо.
Найпоширенішим поетичним розміром є дротткветт (dróttkvætt), ним написано п'ять шостих усієї скальдичної поезії.
Інші різновиди скальдичних розмірів:
- Квідугатт(інші мови)
- Тьоґлаґ(інші мови)
- Грюнгент(інші мови)
- Рунгент(інші мови)

Окремі речення в скальдичній строфі можуть переплітатися або вставлятися одне в інше. Кількість типів такого переплетіння досягає півсотні й це робить прочитання та розшифрування творів ще важчими.
Яким чином могла виникнути така складна синтаксична структура, досі лишається загадкою. Можливо, це обумовлено складністю та жорсткістю віршованих розмірів, які, аби бути дотриманими, змушували переплітати речення; існує припущення, що синтаксис ускладнювався свідомо, з метою більшої образності або штучного затемнення сенсу, пов'язаного з магічною функцією вірша. Існує також припущення, що принаймні деякі жанри скальдичної поезії спочатку призначалися для виконання в два голоси, а потім така специфічна побудова тексту стала традиційною.

## Жанри
Головний жанр скальдичної поезії — хвалебна пісня. Хвалебні пісні складалися зазвичай на честь тих чи інших керівників й часто забезпечували скальдові заступництво. Відомо також декілька хвалебних пісень — «викупів голови», тобто за гарну драпу скальда могли не лише винагородити, але й позбавити від того чи іншого покарання.
Головна форма скальдичної хвалебної пісні — драпа (dråpa). В її структурі обов'язково було декілька вставних речень («стев», тобто приспівів), які розділяли драпу на декілька відтинків. Стев може навіть абсолютно не мати нічого спільного за змістом з темою самої драпи.
Стев відрізняє драпу від флокка (flokk), циклу віс, які не розбиті стевом. Драпу вважали урочистішою, аніж флокк.
Драпа й флокк складаються з самостійних метрично та змістовно віс, й у хвалебних піснях ніколи не буває нічого подібного до сюжету. Єдина послідовність, яку можна прослідкувати — це хронологія зображуваних подій, відображених, поза тим, неіндивідуалізовано. У драпах скальд оповідає завжди про сучасні йому події, очевидцем яких він був або про які чув від очевидців.
Різновидом хвалебної пісні була так звана щитова драпа, тобто драпа, в якій подається опис зображень на щиті, який скальд отримав у подарунок від заступника, якого він звеличує. Або як варіант сама драпа писалася на щиті й мала статус оберіга для власника.
Окрема віса — також жанр скальдичної поезії. Вони збереглися як цитати в саґах, де їх наводять як репліки героїв. Скальдична віса — це, на відміну від драпи, безкорислива творчість, але віси побудовано за тими ж ритмічними та стилістичними канонами, і їхній зміст набагато різноманітніший від змісту драпи. Віса може оповідати про сутичку, угоду, побачення, злочин, випадкову зустріч, сон абощо.
Огудна поезія — нід — вважається окремим жанром скальдичної поезії й обіймає в ній окреме місце. За формою вона не відрізняється від інших віс, за змістом може зображати той самий спектр ситуацій, але змальованих відповідним негативним штибом. Доволі часто ніди маскували під драпи, бо ставлення до нідів було доволі серйозним, їм приписували магічну силу, й висміювання, поміщене в ускладнену, свідомо затемнену форму, сприймалося як заклинання, за яке скальда могли стратити на місці. Тоді як в драпі предметами традиційного вихваляння були звитяга та щедрість чоловіків і краса жінок (частіше в окремих вісах), в ніді використовували мотив травестії.

## Фразеологія
Своєрідним підручником скальдичної фразеології є «Мова поезії», друга частина «Молодшої Едди» Сноррі Стурлусона.
Головні стилістичні елементи скальдичної поезії — гейті (heiti) та кеннінґи (kjenning). Саме система численних алегоричних означень так ускладнює сприйняття та затуманює сенс скальдичної поезії.

## Мед поезії
Міф про мед поезії оповідається в «Молодшій Едді» Сноррі Стурлусона. Два племені богів, аси та вани, на знак укладення миру створили людину на ім'я Квасір. Він був таким мудрим, що не було запитання, на яке він не зміг би відповісти. Він подорожував світом й учив людей мудрості. Одного разу два злісних карлики заманили Квасіра до себе й убили його. Його кров'ю вони сповнили три чаші, змішали її з медом й питво, що утворилося, кожного, хто б його не спробував, перетворювало на скальда або вченого. Багато людей загинуло, поки мед поезії переходив з рук у руки. Нарешті, його заховав у скелях велетень Ґуттунґ, а охороняти поставив доньку на ім'я Ґуннльод. Одін вирішив здобути цей мед. Він просвердлив дірку в скелі, перетворився на змію й проповз до печери, де сиділа Ґуннльод. Вона дозволила йому випити три ковтки меду й Одін випив усі три чаші. Він виліз назад й полетів до асів у личині орла. Там він виплюнув мед у велику чашу й відтоді скальдів звуть «ті, хто скуштував меду поезії». Але меду було надто багато й частина його вилетіла в орла з-під хвоста. Й кажуть, що цей мед дістався поганим скальдам.

## Скальдична поезія та саґи
Багато взірців скальдичної поезії дійшло до нас як віршовані фрагменти, включені до саґ, які оповідають як про самих скальдів («Саґа про Ґуннлауґа», «Саґа про Бьйорна», «Саґа про Галльфреда», «Саґа про Еґіля», «Саґа про Ґіслі», «Саґа про Кормака» тощо), так й згадують про них побіжно («Саґа про Стурлунґів», «Саґа про оркнейців», «Гнила шкіра», «Саґа про битву на Пустоші», «Саґа про Ньяла», «Саґа про людей з Піщаного берега» тощо). Ситуативність багатьох скальдичних поезій, включених до саґ, написання їх експромтом, за випадку, робить їх своєрідною поетичною ілюстрацією того, що відбувається або ж висловлює думки та почуття того, хто вимовляє ці рядки. В саґах неодноразово змальовані навіть змагання героїв, які почергово промовляють віси (наприк., в «Сазі про Ґуннлауґа») Визнається, поза тим, що далеко не всі віси, наведені в саґах як імпровізації, такими є. Більш того, їх не обов'язково створили ті персонажі, яким їх приписують. Деякі віси могли виникнути в період усного побутування саґи або під час її записування.

## Відомі скальди
Першим скальдом називали Браґі Старого (Браґі Боддасон). Він жив в Норвегії в ті часи, коли Ісландія ще не була заселеною, й вважався пращуром низки ісландців, які жили в ІХ-Х століттях. Зважаючи на його місце в їхніх біографіях, він жив у першій половині ІХ століття. Його віси — найдавніші зі збережених скальдичних поезій, це хвалебні пісні на честь норвезьких конунґів. Також збереглися оповіді про його надзвичайну прозорливість та мудрість. В ісландській традиції згадується один з асів на ім'я Браґі. Існує думка, що саме перший скальд був перетворений на бога поезії
Еґіля Скатлаґрімссона (приб. 910—990 рр.) вважають найвидатнішим зі скальдів. Про нього складено «Саґу про Еґіля», одну з найкращих ісландських «родових саґ». Збереглася порівняно велика кількість його творів й серед них відомий ««Викуп голови»», склавши який він отримав свободу від свого найбільшого ворога, норвезького конунґа Ейріка Кривавої Сокири.
Іншими відомим скальдами були: Ейвінд Фіннсон Губитель Скальдів, Кормак Еґмундарсон (герой «Саґи про Кормака»), Ґіслі син Торбьйорна Кислого («Саґа про Ґіслі»), Галльфред Важкий Скальд, Ґуннлауґ Іллуґасон Зміїний Язик («Саґа про Ґуннлауґа»), Бьйорн Арнґейрссон Богатир з Гіт-ріки («Саґа про Бьйорна»), Тормод Берасон Скальд Чорних Брів («Саґа про побратимів»), Гаральд Сіґурдарсон Суворий, Баян Скальд Чернігівський тощо.

## Тексти
- Міфи та легенди. Тексти
- Скальдична поезія. Тексти